# Allianz Field
Pour les articles homonymes, voir Allianz (stade).
L'Allianz Field est un stade de football (soccer) de 19 400 places situé à Saint Paul, dans le Minnesota, aux États-Unis. Il est inauguré officiellement le 13 avril 2019.

## Histoire

### Projet de construction
Le 23 octobre 2015, les propriétaires du Minnesota United ont annoncé que la franchise va construire un stade sur un site de 14 ha situé dans le quartier Midway entre Snelling et Saint Anthony Avenue à Saint Paul, à mi-chemin entre les centres-villes de Minneapolis et de Saint Paul. Le stade proposé comptera environ 20 000 places, sera achevé pour le printemps 2019, et sera financé par le secteur privé pour 200 millions de dollars.
Le 25 novembre 2015, la franchise recrute l'agence d'architecture Populous, pour concevoir le stade. Puis, le 9 décembre, l'équipe engage Mortensen Construction pour construire le nouveau stade. Le groupe Mortensen a construit l'U.S. Bank Stadium des Vikings du Minnesota entre 2014 et 2016, et a travaillé avec Populous sur les trois autres installations sportives de Twin Cities: Target Field, TCF Bank Stadium et Xcel Energy Center.
Un plan de réaménagement de la zone autour du stade, et les propriétés adjacentes appartenant à RK Midway. Cela peut inclure la construction de nouveaux hôtels, bureaux et le réaménagement du centre commercial existant,. Les bâtiments occupés par le supermarché Rainbow, Walgreens, Midway Pro Bowl et certains espaces adjacents seront démolis. Le plan prévoit que le réaménagement soit plus convivial pour les piétons, afin de se rendant à pied ou en transport en commun au stade. 
Les plans pour le stade comprennent un stade en forme d'anneau, pour 19 400 places dans la première phase et 24 474 places dans une future expansion. L'extérieur du stade sera ovale en maille de polymère semblable à du verre donnera au stade une façade lisse. Avec un surplomb recouvrant partiellement le terrain, et la façade devrait adoucir le bruit vers le voisinage.
Le stade sera entouré de trois places herbeuses et un quatrième espace vert sera situé le long de l'Avenue University, près de Snelling Avenue Station. Pascal Green sera à l'est du stade, United Champion Plaza sera sur le coin sud-ouest, Victory Plaza sera au nord et Midway Square sera au nord de Victory Plaza, le long de l'avenue Snelling. Midway Square et Victory Plaza exprimeront l'axe nord-sud du stade.
Il est prévu que ces espaces verts soient progressivement introduits par étapes, car le propriétaire foncier RK Midway attend que les baux de ses locataires actuels prennent fin. Cependant, le calendrier de ces phases n'a pas été communiqué à la ville ou au public. Le projet a suscité des critiques car la réalisation ce projet pourrait prendre de nombreuses années.

### Travaux

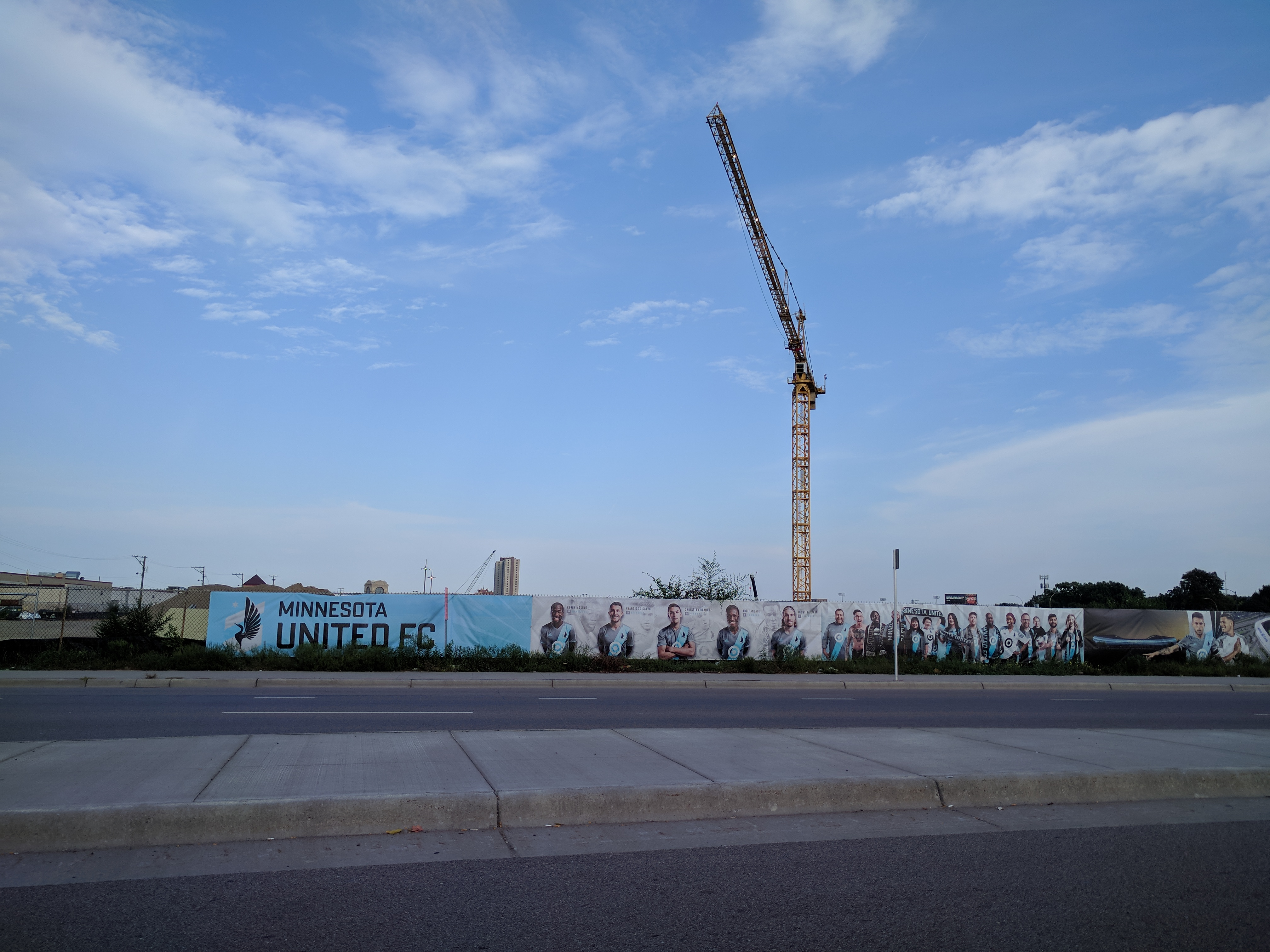
Chantier en septembre 2017.

Le stade devait être inauguré en juin 2016, mais ils ont eu du retard car le club attendait une exemption fiscale de la part l'État, similaire à celles accordées à d'autres projets de stade récents. Malgré la construction privée du stade, les propriétaires de la franchise ont déclaré que l'exonération fiscale est nécessaire pour la viabilité du projet.
La construction du stade éliminerait le Rainbow Foods, un locataire clé du centre commercial de Midway (appartient à RK Midway). Les analystes de l'industrie affirment qu'une concurrence intense entre SuperValu (qui exploite Rainbow dans ce centre commercial) et ses rivaux, principalement Hy-Vee, rendrait improbable que Rainbow accepte de résilier son contrat de location sans garantie, comme signer un nouveau contrat dans le nouveau centre commercial.
Le 12 décembre 2016, l'événement marque le début officiel de la construction du nouveau stade des Stars, en présence du commissaire de la MLS, Don Garber. Puis, en juin 2017, la construction sur le site a débuté et se terminera à temps pour la saison 2019 de la Major League Soccer. Le montage de la structure commence en novembre 2017 et la construction est arrivée à la moitié à la fin du mois d'avril 2018.
En juillet 2018, la structure principale du stade est en place, tout comme le toit, alors que la couverture extérieur est en cours de pose. Le stade dispose d’une peau extérieure translucide en PTFE,, recouverte d’un éclairage LED, permettant de changer de couleur de la même manière que l'Allianz Arena et le MetLife Stadium,. Les premiers tests du système d'éclairage a eu lieu le 20 décembre 2018, qui ont fonctionné pendant toute la nuit dans le brouillard, ont suscité des plaintes de riverains en raison de l'intensité des couleurs.
La construction du stade est achevée le 27 février 2019, après 20 mois de travaux. La surface de jeu en gazon naturel se situe sous le niveau de la rue, atténuant ainsi les bruits provenant du stade à toit ouvert,. De plus, l'enceinte sportive peut recueillir l'eau de pluie afin d'irriguer les espaces verts environnants,.

### Nom

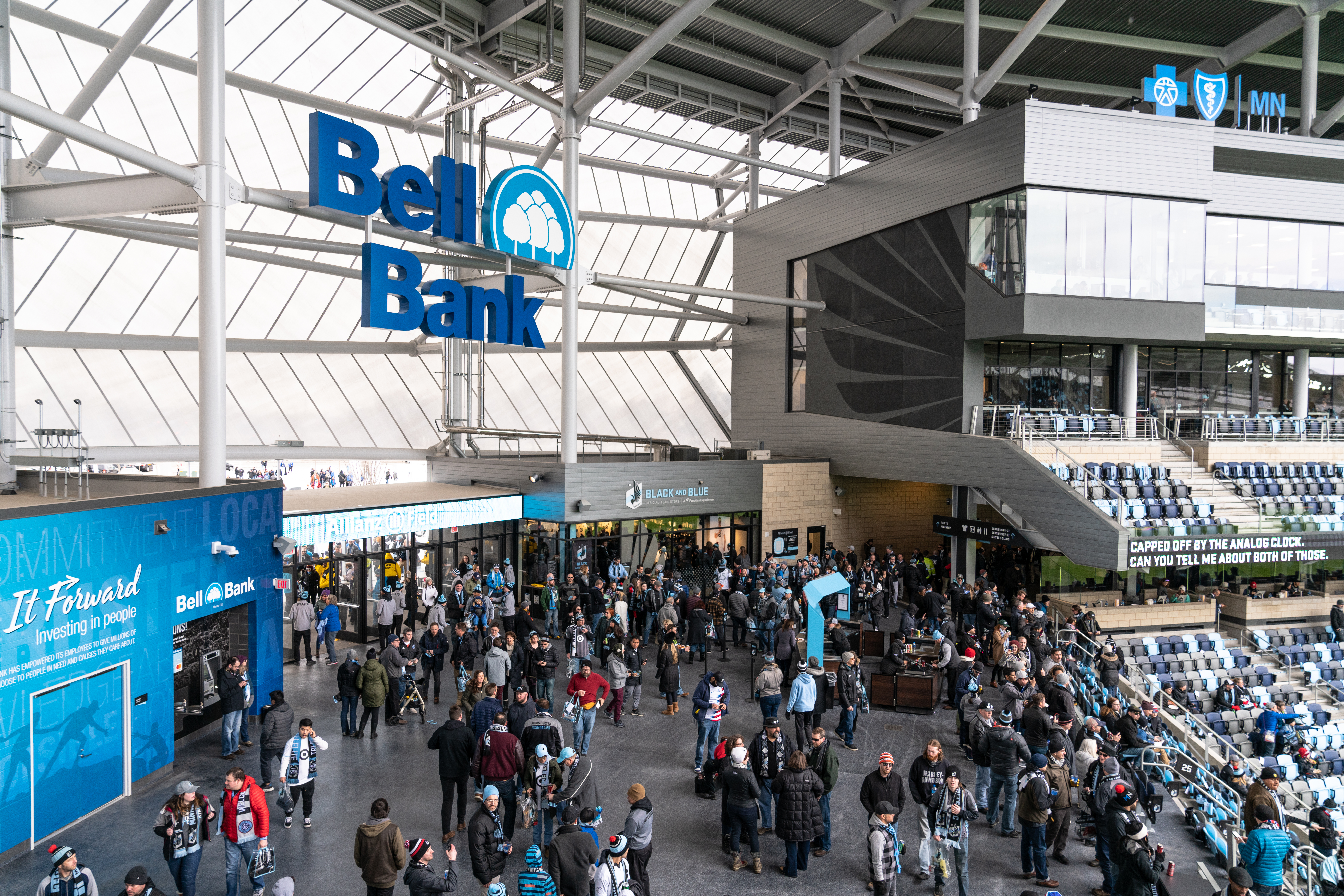
La porte sud-ouest de l'Allianz Field se nomme la porte.

Le 25 juillet 2017, Allianz Life (en) et le Minnesota United ont annoncé un accord de droits de dénomination de douze ans pour le nouveau stade. Allianz Life, une filiale de la société allemande Allianz, qui a son siège social à Golden Valley, dans le Minnesota. C'est l'un des huit installations sportives qu'elle sponsorise dans le monde entier par Allianz ou ses filiales.
Le 17 avril 2018, Minnesota United annonce un partenariat de dix ans avec la Bell Bank (en), basée à Fargo, dans le Dakota du Nord, qui prévoit de nommer la porte sud-ouest du stade la « porte Bell Bank ». Le partenariat implique également que la banque fournisse un chèque de 1 000 $ au meilleur joueur de chaque rencontre de la saison 2019 à remettre à un organisme de bienfaisance de son choix. Bell fait don de 10 000 $ à Matt Lampson pour son œuvre caritative la LampStrong Foundation, qui soutient les enfants atteints de cancer.
En raison de la ressemblance du stade avec la ville flottante de Bespin de l'univers de fiction Star Wars, le futur stade du Minnesota United a reçu le surnom de « Cloud City ».

### Rencontre inaugurale
La rencontre inaugurale de l'Allianz Field se déroule le 13 avril 2019, le Minnesota United affronte le New York City FC (3-3), à l'occasion d'une rencontre de Major League Soccer. Le match se joue devant 19 796 spectateurs. Osvaldo Alonso est le premier buteur de l'histoire du nouveau stade. Une tempête hivernale est arrivée dans la ville la veille du match, obligeant les équipes du stade à gratter la neige, la glace des sièges du stade et des parties du terrain,.

## Utilisation du stade

### Minnesota United
Le stade accueille le Minnesota United, franchise de soccer évoluant en Major League Soccer.
Le 28 avril 2019, le Minnesota United remporte sa première victoire à l'Allianz Field contre D.C. United. Les Loons s'imposent sur le score d'un but à zéro ; Ángelo Rodríguez (en) inscrit d'ailleurs l'unique but de la rencontre. Les supporters du Minnesota chantent « Wonderwall » après la première victoire de la franchise à l’Allianz Field. À la fin de la saison 2019, le stade accueille le 20 octobre 2019 le premier tour des séries éliminatoires opposant le Minnesota United au Galaxy de Los Angeles. Le match se joue devant 19 939 spectateurs. Le Galaxy remporte la rencontre sur le score de 2-1.

### Manifestations sportives

#### Gold Cup 2019
Le 18 mai 2018, la CONCACAF annonce que l'Allianz Field est retenu pour accueillir des matchs du tournoi de la Gold Cup 2019,,. Il accueille deux rencontres du groupe D de la Gold Cup 2019, le 10 avril 2019. Les rencontres seront disputées le 18 juin 2019, le Panama contre le Trinité-et-Tobago, puis les États-Unis contre le Guyana,.
| Date         | Équipe 1   | Équipe 2          | Score | Tour               | Affluence |
| ------------ | ---------- | ----------------- | ----- | ------------------ | --------- |
| 18 juin 2019 | Panama     | Trinité-et-Tobago | 2 - 0 | 1er tour, groupe D | 19 418    |
| 18 juin 2019 | États-Unis | Guyana            | 4 - 0 | 1er tour, groupe D | 19 418    |

#### Autres rencontres
L'équipe féminine des États-Unis joue leur première rencontre internationale à l'Allianz Field face au Portugal le 3 septembre 2019 dans le cadre du Victory Tour. Le match se joue devant 19 600 spectateurs. Les Américaines gagnent la rencontre 3-0 dont un doublé de Carli Lloyd.
Le premier match de football américain universitaire à Allianz Field est une rencontre de Division III entre les Tommies de St. Thomas (en) et les Johnnies de Saint John's (en) le 19 octobre 2019,. Saint John's remporte le match 38-20 devant une foule de 19 508 spectateurs,.